# 钝叶鱼木
钝叶鱼木（学名：Crateva trifoliata）为山柑科鱼木属的植物。其种加词“trifoliata”意为“三叶的”。分布在印度以及中国大陆的广西、海南、云南、广东等地，多生于石灰岩疏林、竹林中、沙地或海滨，目前尚未由人工引种栽培。

## 别名
赤果鱼木（海南植物志）

## 异名
- Crateva adansonii DC. ssp. trifoliata (Roxd.) Jacobs
- Crateva trifoliata (Roxb.) B. S. Sun var. macrosperma Hwang